# 린다 (직업)

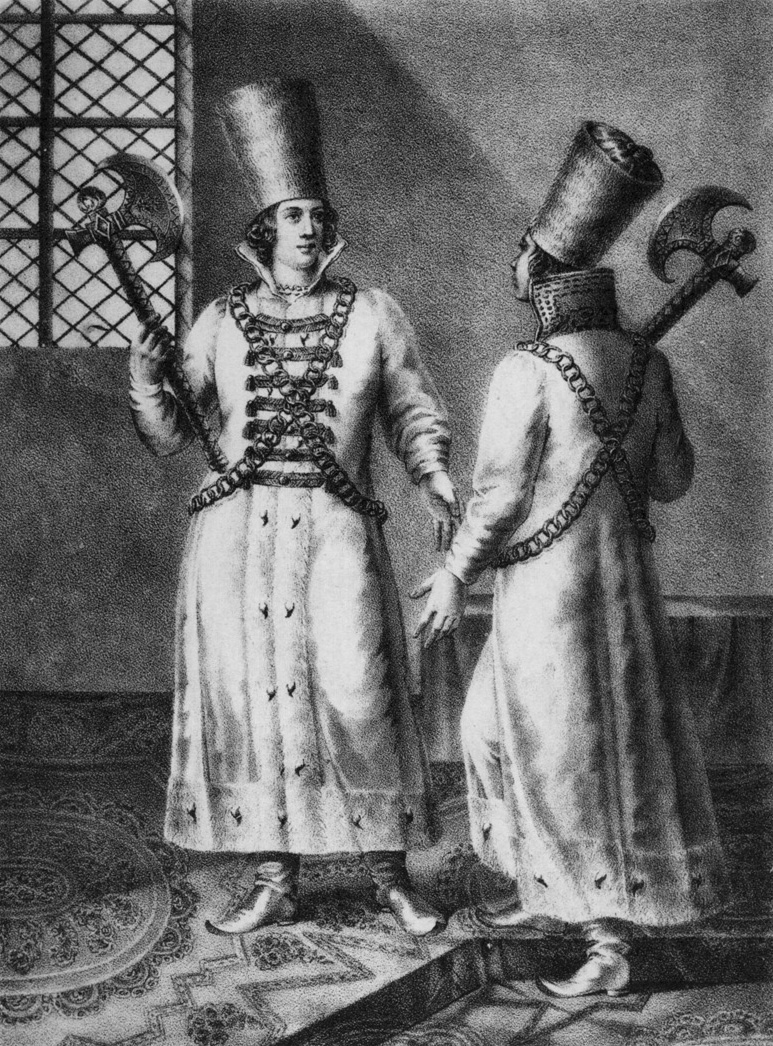
16세기와 17세기 두 린디 의 묘사

16세기와 17세기에는 러시아 황제와 즈가르 대공의 경호원나 종자를 맡은 'рында' 또는 '린다(rynda)'가 존재했다. 이 위치는 1698년에 표트르 1세에 의해 폐지되었다.

## 역사와 모습

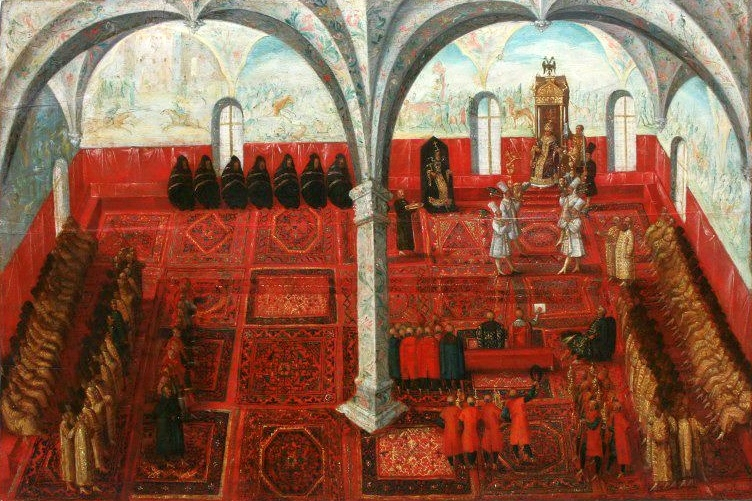
린디 에게 둘러싸여 법정을 지키고 있는 거짓 드미트리 1세

'린다'라는 용어는 약 1380년경 처음 등장했다. 또한 쿨리코보 전투에서 활약했다는 기록이 있다. 그러나 이들은 16세기까지는 공식적인 단위로 존재하지 않았다. 린다는 귀족계열의 젊은 남성들 중에서 선택되었다. 그들은 러시아 궁정에서 경호 역할을 하며 황제와 함께 여행하거나 외교적인 임무에 참여하며, 황제의 무기와 갑옷을 운반하고 전투에 동행했다. 그들은 궁정 관리가 아니었으며 서비스에 대한 보수를 받지 않았으며, 황실에 숙박했다. 이 포지션은 1698년에 표트르 대제의 개혁에 의해 폐지되었다.
린디는 흰색 대마스크 카프탄을 입고, 담비 모피로 장식된 은빛 트리밍이 되어 있었다. 흰색 부츠와 흰 여우 모피로 만든 gorlatnaya도 착용했다. 그들의 지위는 허리에 둘러 쓴 비단과 금빛 새시, 상체 주위에 착용한 황금 사슬로 나타났다. 린디는 황금과 은으로 된 화필과 보석으로 된 손잡이가 달려 무겁게 장식된 바르디슈를 가지고 다녔다. 이러한 무기들의 예시는 현재도 크렘린 무기고에 남아 있다.

## 문화에서
선박의 종에 대한 속된 이름 중 하나는 러시아아러 "rynda"이다. 이 용어의 기원에 관한 다양한 유머러스한 이야기가 있다.  표트르 대제의 시대, 러시아 해군 선원들은 외국 장교들에 의해 훈련되었으며 선박에서 명령은 영어, 특히 "종을 울려라!" 라는 명령으로 발화되었다. 많은 외국 해군 용어와 마찬가지로 이 명령은 러시아인들의 귀에는 그것이 문자 그대로 "ryda!"를 의미하는 "рынду бей!" (ryndu bey!)로 변형되었다. 이는 말 그대로 "린다를 치라!"라는 뜻이다.